# Aysha pirassununga
Aysha pirassununga är en spindelart som beskrevs av Antonio D. Brescovit 1992. Aysha pirassununga ingår i släktet Aysha och familjen spökspindlar. Inga underarter finns listade.